# Jeremias Drexel

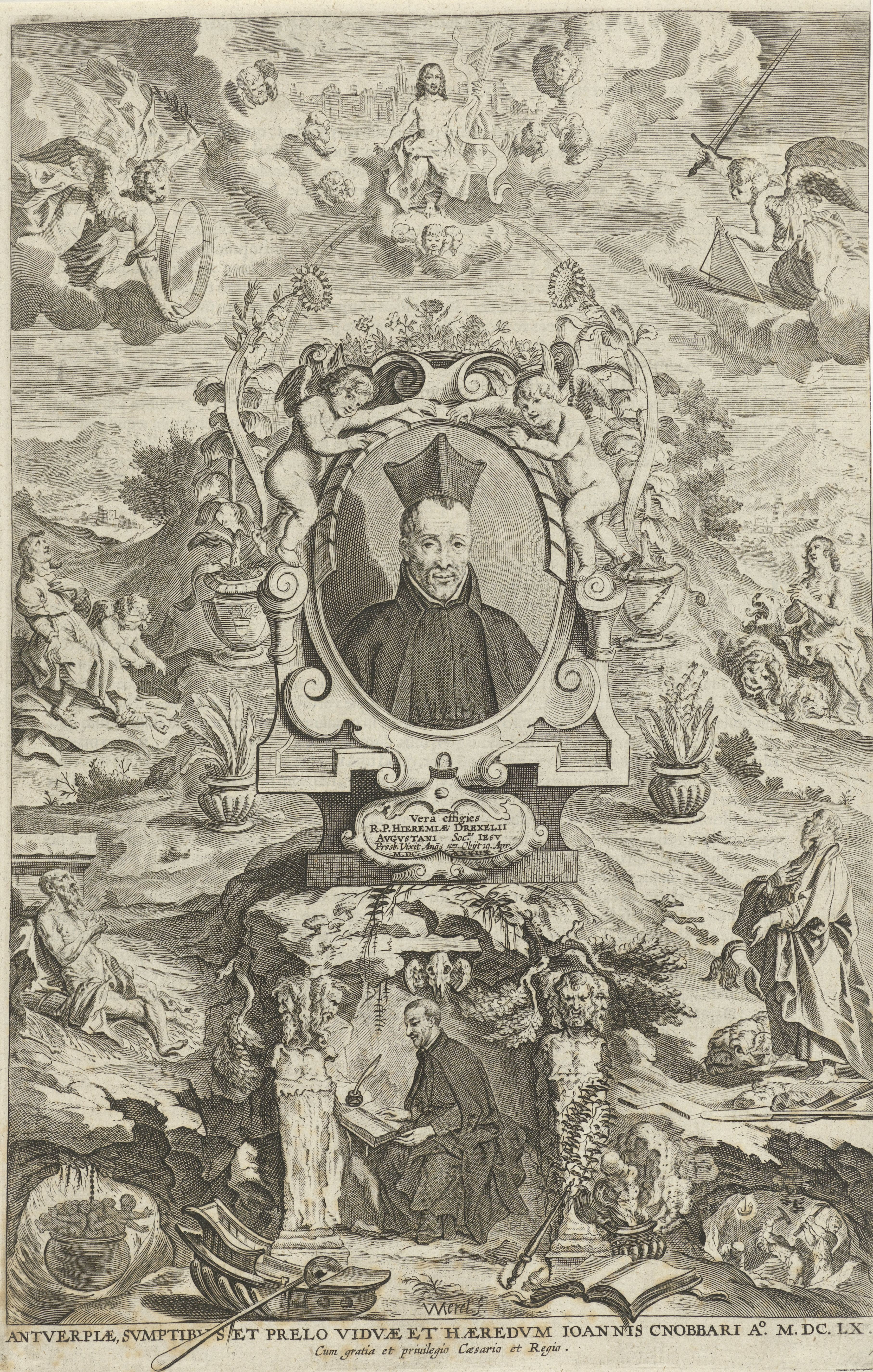
Porträt von Jeremias Drexel

Jeremias Drexel S.J. (lateinisch Hieremias Drexelius; * 15. August 1581 in Augsburg; † 19. April 1638 in München) war ein deutscher Jesuit und ein  erfolgreicher Erbauungsschriftsteller der Gegenreformation.

## Leben
Jeremias Drexel entstammt einer Augsburger Familie von Lutheranern: sein Vater David war Tuchscherer und Stadtpfeifer, seine Mutter Sabine geb. Diether; er konvertierte jedoch schon in der Jugend zum katholischen Glauben.  Bis zum Jahr 1595 besuchte er das Augsburger Jesuitengymnasium (1581 von Jakobus Pontanus eröffnet), und am 27. Juli 1598 wurde er in den Jesuitenorden aufgenommen.  Nach dem Noviziat studierte er Theologie und Philosophie in Ingolstadt und empfing am 18. Dezember 1610 in Eichstätt die Priesterweihe. Die folgenden Jahre verbrachte er als Lehrer an den Jesuitengymnasien in München und Augsburg, bis er 1615 als Hofprediger zum Herzog Maximilian I. nach München berufen wurde, wo er bis zu seinem Tod verbleiben sollte.
Drexels durchweg in lateinischer Sprache verfasste Erbauungsschriften erreichten in der Zeit des Dreißigjährigen Krieges eine für uns kaum noch verständliche Popularität. Nach Augustin de Backer–Carlos Sommervogel, Bibliothèque des écrivains de la Compagnie de Jésus, wurden 1620–38 allein in München 158.000 seiner lateinischen Bücher gedruckt, ganz abgesehen von zahlreichen anderen Druckorten im In- und Ausland sowie Übersetzungen in acht fremde Sprachen.  Sämtliche Werke erschienen auch in zeitgenössischen deutschen Fassungen von Joachim Meichel. Im Gegensatz zu anderen militant gegenreformatorischen Propagandisten wie Gretser und Vetter zeichnen sich seine Bücher durch absolute Objektivität und Vermeidung jeglicher Polemik aus.
Drexel war ein glühender Befürworter der Hexenverfolgung und Bewunderer Martin Delrios. Noch in einem seiner letzten Werke, Gazophylacium Christi Eleemosyna, schrieb er 1637, es sei die Pflicht der Herrschenden, „diese Art des Unkrauts“ auszurotten. Dass durch die Praxis der Hexenprozesse auch Unschuldige bestraft werden könnten, ließ er ebenso wenig gelten, wie den Einwand, dass trotz Jahrzehnten der Hexenverfolgung sich deren Zahl offensichtlich nicht verringert hatte. Vielmehr war für ihn die Tatsache, dass die Obrigkeit „so viel tausend dieses höllischen Pöbels“ hatte verbrennen lassen, bereits Beweis genug, dass Hexen und „Unholde“ tatsächlich existierten.

## Gesamtausgabe
Opera omnia. Frankfurt/M.: Schönwetter 1680 (die vor 1680 veröffentlichten Gesamtausgaben sind noch unvollständig)